# Johann Christoph Meurer (Jurist)
Johann Christoph Meurer (* 22. August 1598 in Husum; † 27. August 1652 in Hamburg) war Syndicus und Diplomat der Hansestadt Hamburg.

## Leben
Meurer war Sohn des früheren Hamburger Syndicus und holsteinischen Geheimrats Philipp Meurer, der Präsident von Husum war. Er studierte Rechtswissenschaften an den Universitäten Rostock, Tübingen, Straßburg, Wittenberg, Leipzig und Jena. In Jena wurde er 1618 zum Dr. beider Rechte promoviert. Nach erster praktischer Arbeit am Reichskammergericht in Speyer unternahm Meurer seine Grand Tour durch die Niederlande, England, Frankreich und Italien.
1633 wurde er, wie schon sein Vater zuvor, Syndikus der Hansestadt Hamburg. Er vertrat die Stadt in diplomatischen Missionen als Gesandter. 1631 und 1635 am Wiener Hof, 1637 bei der Krönung von Kaiser Ferdinand III. und 1641 beim Reichstag in Regensburg.
Ab 1645 vertrat er Hamburg bei den Friedensverhandlungen von Münster und Osnabrück im engen Schulterschluss mit den Gesandten der Hansestädte Bremen Gerhard Coccejus und Lübeck David Gloxin, mit denen er in Osnabrück gemeinsam ein Haus bewohnte.